# Krajská soutěž – Olomouc 1951
Krajská soutěž – Olomouc 1951 byla po zrušení Celostátního československého mistrovství II jednou z 21 skupin 2. nejvyšší fotbalové soutěže v Československu. V soutěži se utkalo 10 týmů každý s každým dvoukolovým systémem jaro-podzim. 

## Konečná tabulka
| Poř. | Tým                        | Z  | V  | R | P  | VG | OG | B  |
| ---- | -------------------------- | -- | -- | - | -- | -- | -- | -- |
| 1.   | ZSJ ČSSZ Prostějov         | 18 | 11 | 4 | 3  | 47 | 14 | 26 |
| 2.   | ZSJ OP Prostějov           | 18 | 11 | 2 | 5  | 49 | 32 | 24 |
| 3.   | ZSJ Zora Olomouc           | 18 | 10 | 2 | 6  | 46 | 28 | 22 |
| 4.   | ZSJ Meopta Přerov          | 18 | 8  | 3 | 7  | 54 | 28 | 19 |
| 5.   | ZSJ MŽ Olomouc             | 18 | 9  | 1 | 8  | 41 | 45 | 19 |
| 6.   | ZSJ Doprava Přerov         | 18 | 8  | 3 | 7  | 54 | 41 | 19 |
| 7.   | ZSJ TOS Lipník nad Bečvou  | 18 | 6  | 6 | 6  | 54 | 53 | 18 |
| 8.   | JTO Sokol Kostelec na Hané | 18 | 5  | 2 | 11 | 41 | 55 | 12 |
| 9.   | ZSJ ČSD Šumperk            | 18 | 4  | 2 | 12 | 35 | 69 | 10 |
| 10.  | JTO Sokol Vrahovice        | 18 | 4  | 2 | 12 | 33 | 68 | 10 |

Poznámky:
- Z = Odehrané zápasy; V = Vítězství; R = Remízy; P = Prohry; VG = Vstřelené góly; OG = Obdržené góly; B = Body;